# Yvette Charpentier
Yvette Charpentier, née en 1901 et morte le 15 octobre 1976 à Montréal, est une syndicaliste québécoise. Elle est connue comme « la grande dame des midinettes » ou encore comme « la marraine de dix mille midinettes » pour son engagement auprès des ouvrières du vêtement pour dames.  

## Biographie

### Jeunesse
Née en 1901, Yvette Charpentier grandit à Montréal. Elle commence à travailler dès l'âge de dix ans pour être en mesure de subvenir à ses besoins. Elle débute comme vendeuse de fleurs de papier avant de devenir brasseuse de chocolat. Vers 1914, elle devient fille d'usine dans l'industrie de l'aiguille. À l'époque, cette industrie est appelée « le rag business ». Les conditions de travail y sont particulièrement difficiles. Yvette Charpentier travaille plus de 10 heures par jour, six jours par semaine, dans des conditions insalubres et pour un faible salaire. Ce milieu de travail lui amène différents problèmes de santé. À 25 ans, elle se retrouve pour la troisième fois à l'hôpital. Quand elle en sort, une autre ouvrière a pris sa place et elle doit se trouver un emploi dans une autre usine.

### Activisme syndical
En 1937, Yvette Charpentier adhère à l'Union Internationale des ouvriers du vêtement pour dames (UIOVD). Ce syndicat américain a dépêché Rosa Pesotta pour organiser le recrutement des midinettes, terme qui réfère aux ouvrières du milieu du vêtement qui sortent prendre une courte pause sur l'heure du midi. Beaucoup d'ouvrières, incluant Yvette Charpentier, se montrent d'abord suspicieuses lorsqu'elles se font approcher par le syndicat. En septembre 1937, Claude Jodoin vient recruter dans l'atelier où elle travaille. Yvette Charpentier lui demande si en adhérant à l'union, cette dernière sera en mesure d'empêcher les injustices personnelles dont les ouvrières sont victimes. Claude Jodoin lui assure qu'il fera tout en son possible pour que ces injustices cessent. À ce moment, Yvette Charpentier lui demande d'apporter une carte pour qu'elle signe dans l'union. Elle fait ensuite un discours à ses collègues pour les encourager à la suivre et déclare : « ou bien nous demeurons des esclaves ou bien nous devenons des femmes libres. » Toutes les femmes présentent rejoignent également l'UIOVD.
En avril 1937, Yvette Charpentier participe activement aux côtés de Rose Pesotta et de Léa Roback à la « grève de la guenille », aussi appelée « la grève des ouvrières de la robe ». Plus de 5 000 ouvrières de l'industrie du vêtement y participent. Cette grève générale organisée par l'UIOVD dure trois semaines et devient la plus grande grève de femmes de l'histoire de Montréal. Elle permet d'importantes avancées pour les ouvrières, notamment la reconnaissance de leur syndicat, de meilleures conditions de travail et une augmentation de salaire. La semaine de 44 heures est entre autres implantée. Cette grève fait prendre conscience à Yvette Charpentier du pouvoir de l'union. 
En 1945, Yvette Charpentier est élue à l'exécutif de l'UIOVD, où elle devient ensuite responsable du Service de l'éducation. L'une de ses plus grandes victoires syndicales est l'obtention en 1945 de deux semaines de vacances payées. 
Elle prend sa retraite en 1970. À ce moment, l'UIOVD compte plus d'un demi-million de membres.

### Dimensions féministes de son engagement
Bien qu'Yvette Charpentier ne se soit jamais elle-même qualifiée de féministe, son engagement pour la dignité et l'amélioration des conditions des ouvrières ont amené plusieurs à la caractériser comme telle. Ainsi, dans un article publié après sa mort, Renée Rowan la qualifie de « pilier de l'émancipation féminine ».   
Yvette Charpentier lutte effectivement pour la dignité des midinettes. « La marraine de dix mille midinettes » tire ce surnom du nombre de femmes qui ont profité des cours qu'elle donnait pour améliorer leur bagage scolaire. Regrettant elle-même d'avoir dû abandonner l'école très tôt, Yvette Charpentier se dévoue au Service d'éducation des travailleuses, où elle donne des cours du soir de français, d'anglais, de mathématique, de sociologie, de relations ouvrières, de peinture, de gymnastique et de danse. Elle souhaite ainsi redonner une confiance en elles-mêmes aux midinettes par l'instruction.  
En 1967, lorsqu'on lui demande de commenter la participation des femmes à la vie syndicale, elle prend position sur la charge de travail des ouvrières. Elle déclare que: « Ses raisons [de la femme] de ne pas participer à la vie syndicale sont évidentes : elle n'a pas le temps puisque sa journée de travail ne se termine pas avec la fermeture de son atelier. La femme qui appartient, comme on le dit souvent, au sexe faible, a une journée à entreprendre en rentrant chez elle. » Dans cette affirmation, Yvette Charpentier prend position sur un enjeu féministe important, soit l'atteinte d'un certain équilibre entre le travail et la vie personnelle des femmes. Cet enjeu préoccupe aussi certains syndicats à partir du début du XXe siècle. Le UIOVD reconnait d'ailleurs que la charge de travail et le faible salaire des femmes de l'industrie du vêtement contribuent à ce que ces femmes quittent le marché du travail dès que possible.  
Les positions féministes d'Yvette Charpentier découlent donc principalement de son activisme syndical. Cependant, les syndicats sont alors majoritairement dirigés par des hommes et ont donc longtemps été jugés comme de mauvais véhicules pour l'émancipation des femmes. C'est d'ailleurs le cas de l'UIOVD, où les postes les plus importants sont occupés par des hommes. Le faible activisme syndical des femmes était vu comme une preuve de la domination de la culture masculine. Cependant, des études plus récentes montrent que le syndicalisme a parfois aussi contribué à l'émancipation des femmes en améliorant leurs conditions de travail et en leur permettant de mener des actions collectives, comme la grève de 1937.   
Toutefois, il est vrai que les femmes sont tout de même considérées comme inférieures aux hommes dans le monde syndical. Par exemple, les négociations salariales de l'UIOVD faites en 1940 prévoient un salaire plus important pour les ouvriers que pour les ouvrières. Cependant, des mesures spécifiques à la condition féminine sont aussi adoptées, notamment en ce qui concerne la lutte contre le harcèlement sexuel. Ce dernier est d'ailleurs dénoncé par Yvette Charpentier dans une entrevue en 1967. Il demeure que le processus de syndicalisation des femmes entre 1900 et 1940 est le reflet des attitudes de l'époque et est teinté d'un certain paternalisme.   

## Distinctions
- 1970 -  Officier de l'Ordre du Canada[14]